# Laguna Escondida (Campo de hielo patagónico sur)
La laguna Escondida es un cuerpo de agua ubicado en la frontera entre Argentina y Chile desde 1998 aproximadamente a 8 km del océano Pacífico en el campo de hielo patagónico sur. En su lado chileno forma parte del parque nacional Bernardo O'Higgins de la comuna de Natales, provincia de Última Esperanza, región de Magallanes y Antártica Chilena; y en el lado argentino forma parte del parque nacional Los Glaciares en el departamento Lago Argentino de la provincia de Santa Cruz.
Se encuentra cerca del fiordo Andrew, el cerro Paredón, el seno Mayo y el cerro Mayo.

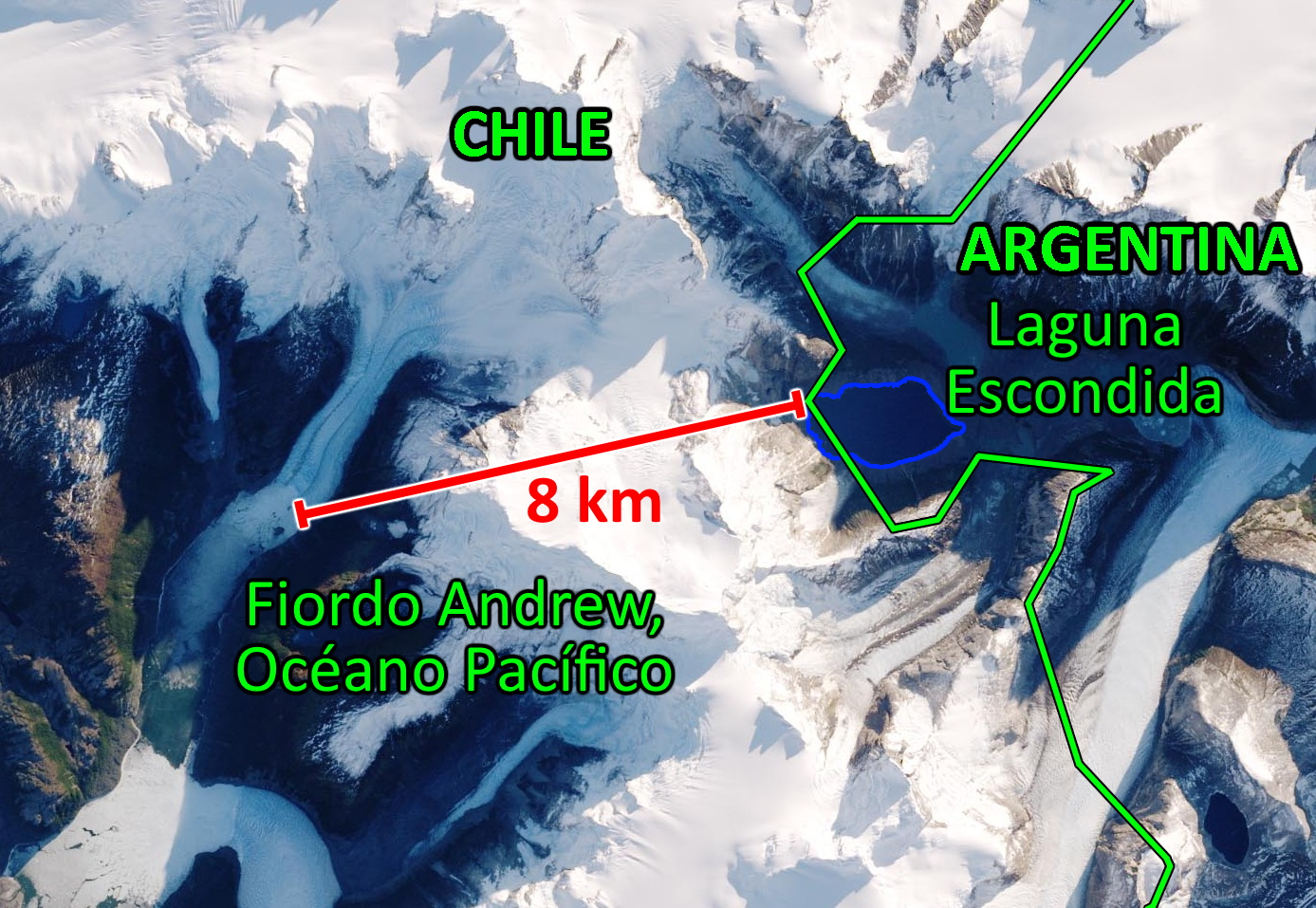
La laguna Escondida se encuentra a 8 km del seno Andrew del océano Pacífico.

La laguna es un conjunto de depresiones sub-glaciales, generadas por el hielo proveniente de múltiples fuentes además de nieve. Su agua drena hacia el Lago Argentino de vertiente atlántica.